# Turnê MTV Ao Vivo
Turnê MTV Ao Vivo foi a quinta turnê oficial da cantora brasileira Ivete Sangalo, iniciada em 2004 para a divulgação de seu álbum MTV ao Vivo.

## Antecedentes
Em 5 de abril de 2004 é lançado o primeiro álbum ao vivo de Ivete, MTV ao Vivo, rendendo à cantora seu primeiro Grammy Latino, na categoria de Melhor Álbum de Música Regional ou de Raizes Brasileiras. O projeto, que comemora os 10 anos de carreira de Ivete, foi gravado no antigo Estádio Octávio Mangabeira e recebeu mais de 80 mil. Vários artistas participaram da gravação, incluindo Davi Moraes, Gilberto Gil, Sandy & Junior, Tatau, Daniela Mercury e Margareth Menezes. Em fevereiro de 2004, "Flor do Reggae" foi anunciada como primeiro single do álbum. O segundo single do álbum foi a canção "Faz Tempo", lançado em agosto de 2004. O terceiro single do álbum foi a canção "Céu da Boca", com o cantor Gilberto Gil, lançado em dezembro de 2004, utilizada como tema do Carnaval de 2005, sendo o ringtone mais baixado em fevereiro de 2005.

## Público
A cantora vendeu todos os 30 mil ingressos para 4 shows em Portugal com uma semana de antecedência.
Em Bauru foram vendidos mais de 40 mil ingressos, o show solo da cantora bateu recorde e levou mais gente que o "Praia Skol", que havia contado com Babado Novo e CPM 22 para 15 mil pessoas.

## Desenvolvimento

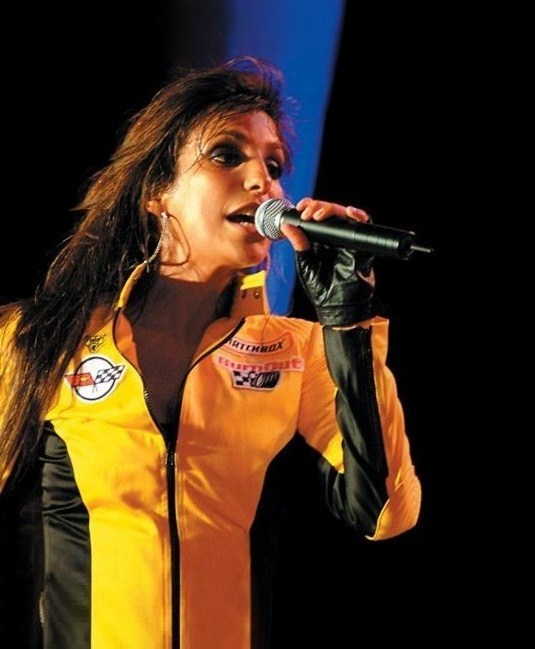
Ivete na turnê.

Ivete deu início a turnê no dia 25 de julho de 2004, num show de lançamento do álbum no Credicard Hall, em São Paulo. O repertório contava com todos os sucessos da cantora interpretados na gravação do DVD, incluindo ainda as versões de "Coleção", de Cassiano, "Chica Chica Boom Chic", de Carmen Miranda, e "Chorando Se Foi", de Kaoma, que posteriormente seria incluída em seu próximo álbum, As Super Novas (2005). Logo após o início da turnê Ivete levou o show a Portugal, percorrendo as cidades de Lisboa, Matosinhos, Porto, Silves e Nazaré – nesta última o seu show reuniu em torno de 100 mil pessoas. Em 21 de agosto Ivete teve seu recorde de público ao cantar para 200 mil pessoas na comemoração dos 50 anos do Parque do Ibirapuera, em São Paulo, trazendo como número de abertura o grupo Meninos do Morum, do projeto social de mesmo nome. No dia 17 de setembro, durante o show no Claro Hall, no Rio de Janeiro, Ivete brincou fazendo um duelo de funk carioca com seus músicos..
Durante sua apresentação em Ferraz de Vasconcelos caravanas de cidades distantes migraram para a cidade, atraindo a atenção da imprensa. Para o jornal Estadão Mônica Aparecida de Araújo, fã da cantora, falou sobre a espera para vê-la no palco: "Pegamos um trem, um metrô e um ônibus e chegamos aqui ao meio-dia".
Ivete Sangalo cancela shows no Japão.

## Recepção da crítica
Ider Oliveira do Território da Música elogiou a apresentação, dizendo que "Ivete Sangalo é uma 'moleca' que pula, corre, dança e usa todos os espaços possíveis do palco com muita naturalidade, e ainda o divide com uma seleção excepcional de músicos e bailarinos. Sem contar a produção, que é de primeira linha." O redator também disse que, "O público, mesclado com várias idades e estilos, vibrou e aproveitou, do início ao fim, contagiado pela energia e alegria dessa baiana, que apesar de gripada, não deixou a peteca cair. Sua voz é força e ritmo."

## Repertório
1. "Eva" / Alô Paixão" / "Beleza Rara"
2. "Vem Meu Amor" / "Nossa Gente (Avisa Lá)"
3. "De Ladinho"
4. "Arerê"
5. "Carro Velho"
6. "Tô na Rua"
7. "Empurra-Empurra"
8. "Chica Chica Boom Chic" (cover de Carmen Miranda)
9. "Sorte Grande"
10. "Festa"
11. "Astral"
12. "Só Pra Me Ver"
13. "Céu da Boca"
14. "Faz Tempo"
15. "A Lua Q Eu T Dei"
16. "Se Eu Não Te Amasse Tanto Assim"
17. "Coleção"
18. "Flor do Reggae"
19. "Chorando Se Foi" (cover de Kaoma)
20. "Pererê"
21. "Canibal"
22. "Levada Louca"

1. "Eva" / "Alô Paixão" / "Beleza Rara"
2. "Vem Meu Amor" / "Nossa Gente (Avisa Lá)"
3. "De Ladinho"
4. "Carro Velho"
5. "Arerê"
6. "Flor do Reggae"
7. "Chica Chica Boom Chic" (cover de Carmen Miranda)
8. "Céu da Boca"
9. "Chorando Se Foi" (cover de Kaoma)
10. "Tô na Rua"
11. "Empurra-Empurra"
12. "Festa"
13. "Sorte Grande"
14. "Faz Tempo"
15. "Tô na Rua"
16. "Empurra-Empurra"
17. "Levada Louca"

1. "Abalou"
2. "Festa"
3. "Tô na Rua"
4. "Canibal"
5. "De Ladinho"
6. "Flor do Reggae"
7. "Mega Beijo"
8. "Sorte Grande"
9. "Não Quero Dinheiro (Só Quero Amar)" (cover de Tim Maia)
10. "A Galera"
11. "Céu da Boca"
12. "Chorando Se Foi" (cover de Kaoma)
13. "Piriri Pompom" (cover de Oz Bambaz)
14. "Não Me Conte Seus Problemas"
15. "Eva"
16. "Alô Paixão"
17. "Beleza Rara"
18. "Quando a Chuva Passar"
19. "Empurra-Empurra"

## Datas
| Data                      | Cidade                 | País           | Extra                                    |                |
| América do Sul            | América do Sul         | América do Sul | América do Sul                           | América do Sul |
| ------------------------- | ---------------------- | -------------- | ---------------------------------------- | -------------- |
| 25 de julho de 2004       | São Paulo              | Brasil         | Credicard Hall                           |                |
| 26 de julho de 2004       | São Paulo              | Brasil         | Credicard Hall                           |                |
| 1 de agosto de 2004       | João Pessoa            | Brasil         | Pão Music Hall                           |                |
| 6 de agosto de 2004       | Ibotirama              | Brasil         |                                          |                |
| 7 de agosto de 2004       | Vitória                | Brasil         |                                          |                |
| Ásia                      |                        |                |                                          |                |
| 13 de agosto de 2004      | Tóquio                 | Japão          |                                          |                |
| 14 de agosto de 2004      | Tóquio                 | Japão          |                                          |                |
| 15 de agosto de 2004      | Tóquio                 | Japão          |                                          |                |
| América do Norte          |                        |                |                                          |                |
| 16 de agosto de 2004      | Miami                  | Estados Unidos |                                          |                |
| 17 de agosto de 2004      | Miami                  | Estados Unidos |                                          |                |
| 18 de agosto de 2004      | Nova York              | Estados Unidos |                                          |                |
| América do Sul            |                        |                |                                          |                |
| 20 de agosto de 2004      | Aracaju                | Brasil         |                                          |                |
| 4 de setembro de 2004     | Três Marias            | Brasil         |                                          |                |
| 5 de setembro de 2004     | Montes Claros          | Brasil         |                                          |                |
| 6 de setembro de 2004     | Matinhos               | Brasil         |                                          |                |
| 10 de setembro de 2004    | Brasília               | Brasil         |                                          |                |
| 11 de setembro de 2004    | Uberaba                | Brasil         |                                          |                |
| 12 de setembro de 2004    | São Paulo              | Brasil         |                                          |                |
| 17 de setembro de 2004    | Rio de Janeiro         | Brasil         | Qualistage                               |                |
| 18 de setembro de 2004    | Santo André            | Brasil         | Status Music Hall                        |                |
| 19 de setembro de 2004    | Rio de Janeiro         | Brasil         | Qualistage                               |                |
| 24 de setembro de 2004    | Seropédica             | Brasil         |                                          |                |
| 25 de setembro de 2004    | Volta Redonda          | Brasil         |                                          |                |
| 8 de outubro de 2004      | Juiz de Fora           | Brasil         |                                          |                |
| 9 de outubro de 2004      | Salvador               | Brasil         |                                          |                |
| 10 de outubro de 2004     | Rio de Janeiro         | Brasil         | Marquês de Sapucaí                       |                |
| 12 de outubro de 2004     | Porto Seguro           | Brasil         |                                          |                |
| 15 de outubro de 2004     | São Luis               | Brasil         |                                          |                |
| 22 de outubro de 2004     | Timóteo                | Brasil         |                                          |                |
| 23 de outubro de 2004     | Pouso Alegre           | Brasil         | Estádio Municipal Irmão Gino Maria Rossi |                |
| 24 de outubro de 2004     | São Paulo              | Brasil         |                                          |                |
| Europa                    |                        |                |                                          |                |
| 29 de outubro de 2004     | Funchal                | Portugal       | Escola Secundária Francisco Franco       |                |
| 30 de outubro de 2004     | Lisboa                 | Portugal       | Pavilhão Atlântico                       |                |
| 1 de novembro de 2004     | Porto                  | Portugal       | Coliseu do Porto                         |                |
| 2 de novembro de 2004     | Porto                  | Portugal       | Coliseu do Porto                         |                |
| América do Sul            |                        |                |                                          |                |
| 6 de novembro de 2004     | Belo Horizonte         | Brasil         | Espaço Folia                             |                |
| 7 de novembro de 2004     | Rio de Janeiro         | Brasil         | Marquês de Sapucaí                       |                |
| 10 de novembro de 2004    | Paulínia               | Brasil         | Complexo Rodoshopping                    |                |
| 17 de novembro de 2004    | São Paulo              | Brasil         |                                          |                |
| 20 de novembro de 2004    | Maceió                 | Brasil         |                                          |                |
| 9 de dezembro de 2004     | Costa do Sauípe        | Brasil         |                                          |                |
| 11 de dezembro de 2004    | Niterói                | Brasil         |                                          |                |
| 12 de dezembro de 2004    | Russas                 | Brasil         |                                          |                |
| 16 de dezembro de 2004    | Piracicaba             | Brasil         |                                          |                |
| 18 de dezembro de 2004    | São José do Rio Preto  | Brasil         |                                          |                |
| 19 de dezembro de 2004    | Ilhéus                 | Brasil         |                                          |                |
| 28 de dezembro de 2004    | Camboriú               | Brasil         |                                          |                |
| 29 de dezembro de 2004    | Florianópolis          | Brasil         |                                          |                |
| 30 de dezembro de 2004    | Tramandaí              | Brasil         | Estádio Módulo Esportivo                 |                |
| 31 de dezembro de 2004    | Caldas Novas           | Brasil         |                                          |                |
| 7 de janeiro de 2005      | Guarujá                | Brasil         |                                          |                |
| 8 de janeiro de 2005      | Rio de Janeiro         | Brasil         |                                          |                |
| 9 de janeiro de 2005      | Guarapari              | Brasil         |                                          |                |
| 15 de janeiro de 2005     | Aracaju                | Brasil         |                                          |                |
| 16 de janeiro de 2005     | Aracaju                | Brasil         |                                          |                |
| 19 de janeiro de 2005     | Cabo Frio              | Brasil         |                                          |                |
| 20 de janeiro de 2005     | Salvador               | Brasil         | Festival de Verão Salvador               |                |
| 22 de janeiro de 2005     | Recife                 | Brasil         | Festival de Verão do Recife 2005         |                |
| 28 de janeiro de 2005     | Juazeiro               | Brasil         |                                          |                |
| 3 de fevereiro de 2005    | Salvador               | Brasil         | Carnaval de Salvador                     |                |
| 4 de fevereiro de 2005    | Salvador               | Brasil         | Carnaval de Salvador                     |                |
| 5 de fevereiro de 2005    | Salvador               | Brasil         | Carnaval de Salvador                     |                |
| 6 de fevereiro de 2005    | Salvador               | Brasil         | Carnaval de Salvador                     |                |
| 7 de fevereiro de 2005    | Salvador               | Brasil         | Carnaval de Salvador                     |                |
| 8 de fevereiro de 2005    | Salvador               | Brasil         | Carnaval de Salvador                     |                |
| 9 de fevereiro de 2005    | Salvador               | Brasil         | Carnaval de Salvador                     |                |
| 26 de março de 2005       | Gravatá                | Brasil         | Vila da Serra                            |                |
| 29 de março de 2005       | Patrocínio             | Brasil         |                                          |                |
| 1 de abril de 2005        | Belo Horizonte         | Brasil         | Axé Brasil                               |                |
| 8 de abril de 2005        | São Bernardo do Campo  | Brasil         | Estancia Alto da Serra                   |                |
| 9 de abril de 2005        | Jaguariúna             | Brasil         |                                          |                |
| 9 de abril de 2005        | Campinas               | Brasil         |                                          |                |
| 10 de abril de 2005       | Rio de Janeiro         | Brasil         |                                          |                |
| 14 de abril de 2005       | Feira de Santana       | Brasil         |                                          |                |
| 20 de abril de 2005       | Varginha               | Brasil         | Parque de Exposições de Varginha         |                |
| 28 de abril de 2005       | Divinópolis            | Brasil         |                                          |                |
| 1 de maio de 2005         | Itu                    | Brasil         | Estádio Municipal Doutor Novelli Junior  |                |
| Europa                    |                        |                |                                          |                |
| 20 de maio de 2005        | Lisboa                 | Portugal       | Pavilhão Atlântico                       |                |
| 21 de maio de 2005        | Famalicão              | Portugal       | Estádio Municipal 22 de Junho            |                |
| 22 de maio de 2005        | Grândola               | Portugal       | Parque de Feiras e Exposições            |                |
| 24 de maio de 2005        | Porto                  | Portugal       | Coliseu do Porto                         |                |
| América do Sul            |                        |                |                                          |                |
| 12 de maio de 2005        | Bauru                  | Brasil         |                                          |                |
| 13 de maio de 2005        | Araraquara             | Brasil         |                                          |                |
| 14 de maio de 2005        | São José dos Campos    | Brasil         |                                          |                |
| 27 de maio de 2005        | Morro do Chapéu        | Brasil         |                                          |                |
| 27 de maio de 2005        | Alegre                 | Brasil         | Parque de Exposições Geraldo Santos      |                |
| 28 de maio de 2005        | Lindóia                | Brasil         |                                          |                |
| 29 de maio de 2005        | Brasília               | Brasil         |                                          |                |
| 4 de junho de 2005        | Jaboticabal            | Brasil         |                                          |                |
| Europa                    |                        |                |                                          |                |
| 12 de junho de 2005       | Faro                   | Portugal       | Estádio Algarve                          |                |
| América do Sul            |                        |                |                                          |                |
| 16 de junho de 2005       | Tubarão                | Brasil         |                                          |                |
| 17 de junho de 2005       | Sorocaba               | Brasil         | Estádio Municipal Walter Ribeiro         |                |
| 18 de junho de 2005       | São Paulo              | Brasil         |                                          |                |
| 23 de junho de 2005       | Jaguaquara             | Brasil         |                                          |                |
| 24 de junho de 2005       | Itaparica              | Brasil         |                                          |                |
| 25 de junho de 2005       | Santo Antônio de Jesus | Brasil         |                                          |                |
| Europa                    |                        |                |                                          |                |
| 8 de julho de 2005        | Stuttgart              | Alemanha       | VIVA AfroBrasil 2005                     |                |
| 9 de julho de 2005        | Montreux               | Suíça          | Festival de Jazz de Montreux             |                |
| 12 de julho de 2005       | Roma                   | Itália         | Rock in Roma                             |                |
| 13 de julho de 2005       | Paris                  | França         | Place de La Bastille                     |                |
| 14 de julho de 2005       | Milão                  | Itália         | FilaForum di Assago                      |                |
| 17 de julho de 2005       | Valência               | Espanha        |                                          |                |
| 20 de julho de 2005       | Ponta Delgada          | Portugal       | Estádio Municipal Marquês Jácome Correia |                |
| 22 de junho de 2005       | Cantanhede             | Portugal       | Parque Expo-Desportivo de São Mateus     |                |
| 23 de julho de 2005       | Torres Vedras          | Portugal       |                                          |                |
| 24 de julho de 2005       | Ilha da Madeira        | Portugal       |                                          |                |
| América do Sul            |                        |                |                                          |                |
| 30 de julho de 2005       | Fortaleza              | Brasil         | Fortal 2005                              |                |
| 6 de agosto de 2005       | Vitória                | Brasil         |                                          |                |
| 11 de agosto de 2005      | Aracaju                | Brasil         |                                          |                |
| 18 de agosto de 2005      | Itaipava               | Brasil         | Parque Municipal                         |                |
| 19 de agosto de 2005      | Mogi das Cruzes        | Brasil         |                                          |                |
| 20 de agosto de 2005      | Barretos               | Brasil         |                                          |                |
| 20 de agosto de 2005      | São Paulo              | Brasil         |                                          |                |
| 21 de agosto de 2005      | Brasília               | Brasil         | Centro de Convenções                     |                |
| 23 de agosto de 2005      | Belém                  | Brasil         | African Bar Arena                        |                |
| 24 de agosto de 2005      | Manaus                 | Brasil         | Sambódromo                               |                |
| 27 de agosto de 2005      | Fortaleza              | Brasil         |                                          |                |
| 2 de setembro de 2005     | Uberaba                | Brasil         |                                          |                |
| 3 de setembro de 2005     | Piumhi                 | Brasil         |                                          |                |
| 4 de setembro de 2005     | Pará de Minas          | Brasil         |                                          |                |
| 6 de setembro de 2005     | Guarujá                | Brasil         |                                          |                |
| 9 de setembro de 2005[A]  | Aracaju                | Brasil         | Augustu's                                |                |
| 10 de setembro de 2005[A] | Maceió                 | Brasil         | Estacionamento de Jaraguá                |                |
| 11 de setembro de 2005    | Recife                 | Brasil         |                                          |                |
| 15 de setembro de 2005    | Porto Alegre           | Brasil         | Ginásio Gigantinho                       |                |
| 22 de setembro de 2005    | Governador Valadares   | Brasil         |                                          |                |
| 23 de setembro de 2005    | Londrina               | Brasil         |                                          |                |
| 6 de outubro de 2005      | Salvador               | Brasil         | Teatro Castro Alves                      |                |
| 7 de outubro de 2005      | Porto Alegre           | Brasil         | Ginásio Gigantinho                       |                |
| 12 de outubro de 2005     | Porto Seguro           | Brasil         |                                          |                |
| 14 de outubro de 2005     | São Luis               | Brasil         |                                          |                |
| 16 de outubro de 2005     | São Luis               | Brasil         |                                          |                |
| 20 de outubro de 2005     | Belo Horizonte         | Brasil         |                                          |                |
| 23 de outubro de 2005     | Igrejinha              | Brasil         |                                          |                |
| 24 de outubro de 2005     | Florianópolis          | Brasil         |                                          |                |
| 27 de outubro de 2005     | São Paulo              | Brasil         | Terraço Itália                           |                |
| 27 de outubro de 2005     | Caxias do Sul          | Brasil         | Jockey Clube Pérola das Colônias         |                |
| 29 de outubro de 2005     | Ribeirão Preto         | Brasil         |                                          |                |
| 30 de outubro de 2005     | São Paulo              | Brasil         |                                          |                |
| 11 de novembro de 2005    | Curitiba               | Brasil         | Pedreira Paulo Leminski                  |                |
| 12 de novembro de 2005    | Caldas Novas           | Brasil         |                                          |                |
| 14 de novembro de 2005    | Vitória                | Brasil         |                                          |                |
| 19 de novembro de 2005    | Caruaru                | Brasil         |                                          |                |
| 20 de novembro de 2005    | Campina Grande         | Brasil         |                                          |                |
| 24 de novembro de 2005    | Belém                  | Brasil         |                                          |                |
| 26 de novembro de 2005    | Belém                  | Brasil         |                                          |                |
| 3 de dezembro de 2005     | Natal                  | Brasil         |                                          |                |
| 7 de dezembro de 2005     | São Paulo              | Brasil         |                                          |                |
| 9 de dezembro de 2005     | São Paulo              | Brasil         |                                          |                |
| 10 de dezembro de 2005    | Itu                    | Brasil         |                                          |                |
| 11 de dezembro de 2005    | Niterói                | Brasil         |                                          |                |
| 17 de dezembro de 2005    | Salvador               | Brasil         |                                          |                |
| 30 de dezembro de 2005    | Porto Seguro           | Brasil         |                                          |                |
| 31 de dezembro de 2005    | Rio de Janeiro         | Brasil         |                                          |                |
| 7 de janeiro de 2006      | Guarujá                | Brasil         |                                          |                |
| 8 de janeiro de 2006      | Guarapari              | Brasil         |                                          |                |
| 11 de janeiro de 2006     | Salvador               | Brasil         | Parque de Exposições de Salvador         |                |
| 13 de janeiro de 2006     | Rio de Janeiro         | Brasil         |                                          |                |
| 15 de janeiro de 2006     | João Pessoa            | Brasil         |                                          |                |
| 18 de janeiro de 2006     | São Paulo              | Brasil         |                                          |                |
| 19 de janeiro de 2006     | Rio de Janeiro         | Brasil         |                                          |                |
| 20 de janeiro de 2006     | Cabo Frio              | Brasil         |                                          |                |
| 22 de janeiro de 2006     | Aracaju                | Brasil         |                                          |                |
| 27 de janeiro de 2006     | Madre de Deus          | Brasil         |                                          |                |
| 28 de janeiro de 2006     | Salvador               | Brasil         |                                          |                |
| 29 de janeiro de 2006     | João Pessoa            | Brasil         |                                          |                |
| 2 de fevereiro de 2006    | Salvador               | Brasil         | Festival de Verão Salvador               |                |
| 11 de fevereiro de 2006   | Porto Alegre           | Brasil         | Planeta Atlântida                        |                |
| 12 de fevereiro de 2006   | Matinhos               | Brasil         |                                          |                |
| 23 de fevereiro de 2006   | Salvador               | Brasil         | Carnaval de Salvador                     |                |
| 25 de fevereiro de 2006   | Salvador               | Brasil         | Carnaval de Salvador                     |                |
| 26 de fevereiro de 2006   | Salvador               | Brasil         | Carnaval de Salvador                     |                |
| 27 de fevereiro de 2006   | Salvador               | Brasil         | Carnaval de Salvador                     |                |
| 28 de fevereiro de 2006   | Salvador               | Brasil         | Carnaval de Salvador                     |                |
| 1 de março de 2006        | Salvador               | Brasil         | Carnaval de Salvador                     |                |
| 2 de abril de 2006        | Belo Horizonte         | Brasil         |                                          |                |
| 13 de abril de 2006       | Araçoiaba              | Brasil         | Arena de Eventos Abril Fest              |                |
| 14 de abril de 2006       | São Gonçalo            | Brasil         |                                          |                |
| 15 de abril de 2006       | Gravatá                | Brasil         |                                          |                |
| 21 de abril de 2006       | Vitória da Conquista   | Brasil         |                                          |                |
| 23 de abril de 2006       | Feira de Santana       | Brasil         |                                          |                |
| 29 de abril de 2006       | Campina Grande         | Brasil         |                                          |                |
| 5 de maio de 2006         | Curitiba               | Brasil         |                                          |                |
| 6 de maio de 2006         | Rio de Janeiro         | Brasil         |                                          |                |
| 7 de maio de 2006         | São José do Rio Preto  | Brasil         |                                          |                |
| 12 de maio de 2006        | Florianópolis          | Brasil         |                                          |                |
| 13 de maio de 2006        | Porto Alegre           | Brasil         |                                          |                |
| 14 de maio de 2006        | São Paulo              | Brasil         |                                          |                |
| 18 de maio de 2006        | Boa Vista              | Brasil         |                                          |                |
| 19 de maio de 2006        | Manaus                 | Brasil         |                                          |                |
| 20 de maio de 2006        | Porto Velho            | Brasil         |                                          |                |

- A [22][23]